# Medalha Frank P. Brown
A Medalha Frank P. Brown (em inglês:  Frank P. Brown Medal) foi concedida pelo Instituto Franklin por excelência em ciências, engenharia e estruturas. Foi estabelecida em 1938 por testamento de Franklin Pierce Brown, um membro da Master Plumbers Association.
A medalha foi concebida pelo escultor Walker Hancock.

## Recipientes
- 1941 – Willis Carrier Engenharia
- 1942 – Duff Abrams Engenharia
- 1943 – Albert Kahn Engenharia
- 1944 – Harvey Clayton Rentschler Engenharia
- 1945 – Gilmore David Clarke Engenharia
- 1946 – Karl von Terzaghi Geologia
- 1947 – Karl P. Billner Engenharia
- 1950 – Gustave Magnel Engenharia
- 1950 – Eugène Freyssinet Engenharia
- 1951 – Samuel Arnold Greeley Engenharia Civil
- 1952 – Fred Severud Engenharia
- 1953 – Frank Lloyd Wright Engenharia
- 1954 – Edmund Germer Engenharia
- 1954 – Hans J. Spanner Engenharia
- 1954 – Humboldt W. Leverenz Engenharia[4]
- 1955 – Charles S. Leopold Engenharia[5]
- 1956 – Robert Gilmour LeTourneau Engenharia
- 1957 - Pier Luigi Nervi Engenharia
- 1958 - Charles Milton Spofford Engenharia (author of The Theory of Structures 1915)
- 1959 - Hardy Cross Engenharia
- 1960 - Buckminster Fuller Engenharia
- 1961 - Le Corbusier Engenharia
- 1962 - Edmund Bacon
- 1964 - Louis Kahn Engenharia
- 1965 - William Levitt Engenharia
- 1966 - Bolt, Beranek and Newman, Inc. Engenharia
- 1967 - Carl Koch Engenharia
- 1968 - Philip Newell Youtz Engenharia[6]
- 1970 - Trevor Wadley Engenharia
- 1971 - Henry Lee Willet Engenharia
- 1974 - Hans Liebherr Engenharia
- 1975 - General Services Administration Engenharia
- 1976 - E. Dale Waters Engenharia[7]
- 1978 - Henry Degenkolb Engenharia
- 1982 - Vincent G. Kling Engenharia
- 1982 - Lynn S. Beedle Engenharia
- 1987 - Paul Weidlinger Engenharia
- 1988 - Ben C. Gerwick, Jr. Engenharia[8]
- 1988 - Marvin A. Mass Engenharia[9]